# Taner Yıldız
Taner Yıldız (født 3 April 1962) er en tyrkisk politiker.
Han er medlem af Retfærdigheds- og Udviklingspartiet og fra 1. maj 2009 minister for energi og naturressourcer i Tyrkiet under premierminister Recep Tayyip Erdoğan. 
Yildiz er uddannet fra Istanbul Tekniske Universitet som elektroingeniør og har arbejdet for Kayseri Electricity Generation Company. Han blev valgt til parlamentet i 2002 og var energirådgiver for premierminister Erdogan siden dennes tiltræden 2003. Efter en rokade af kabinettet, tog han 1. maj 2009 posten som minister for energi og naturressourcer.
Yıldız er gift og har fire børn.
Efter mineulykken i Soma 2014 kritiseres den siddende regering for at være medskyldig i den værste mineulykke i Tyrkiets historie.